# HMS Furious (47)
O HMS Furious foi um porta-aviões operado pela Marinha Real Britânica e a terceira e última embarcação da Classe Courageous, depois do HMS Courageous e HMS Glorious. Sua construção começou em junho de 1915 nos estaleiros da Armstrong Whitworth originalmente como um cruzador de batalha, porém ainda durante sua construção foi modificado para se tornar um porta-aviões, com um convés de voo sendo adicionado na proa e um outro na popa adicionado depois. Foi lançado ao mar em agosto de 1916 e comissionado na frota britânica em junho do ano seguinte.
O Furious entrou em serviço perto do final da Primeira Guerra Mundial, com suas aeronaves sendo usadas em patrulhas, mas elas chegaram a bombardear com algum sucesso barracões de zepelins em Tondern em julho de 1918. Foi tirado de serviço depois do fim do conflito e convertido completamente em um porta-aviões tradicional com um único convés de voo contínuo entre 1921 e 1925. Retornou à ativa e pelo restante do período entreguerras foi usado principalmente para testar novas aeronaves navais. Durante este período passou por algumas reformas em seus equipamentos.
A Segunda Guerra Mundial começou em 1939 e pelos primeiros meses o Furious caçou corsários alemães no Oceano Atlântico, enquanto em 1940 deu suporte para a Campanha da Noruega. Pelos anos seguintes sua principal atividade foi transportar aeronaves para a Força Aérea Real, mas chegou a dar apoio para a invasão do Norte da África Francês no final de 1942. Passou 1943 realizando treinamentos e depois fez vários ataques contra o couraçado alemão Tirpitz na Noruega. Foi colocado na reserva no final de 1944, descomissionado em abril de 1945 e desmontado em 1948.

## Começo
Foi projetado como um dos cruzadores “Leves” grandes de lorde John Fisher, 1.º Barão Fisher, para participar em uma aterragem anfíbia na costa Báltico da Alemanha durante a Primeira Guerra Mundial. Ele justificou sua existência alegando que precisava de navios rápidos e de baixo calado para seu Projeto Báltico, um plano para invadir a Alemanha através de sua costa báltica. Como projetado inicialmente, teria sido um cruzador Leve-Blindado que monta dois canhões de 457 milímetros) canhões de 18 polegadas (em duas únicas torretas da montagem do canhão, uma para frente e uma traseira. A intenção era para um navio pesadamente armado capaz de navegar o Báltico e estreita-se ao lado dos navios de guerra menores. Entretanto, quando sob a construção, realizou-se que seria de mais uso em um papel totalmente diferente. Somente um dos dois grandes canhões foi instalado, sua torreta para frente foi removida antes que fosse lançado, e substituída com 49 m) uma plataforma aberta de 160 pés (para o voo-fora do avião, com um hangar embaixo. O canhão traseiro foi deixado no lugar e o canhão de 18 polegadas durante julho 1917. Os resultados mostraram que o casco não poderia segurar os efeitos do uso do canhão e se decidiu por remover.

## Porta-viões
Em 3 agosto 1917, quando executava experimentações, comandante Edwin Dunning do esquadrão aterrissou um Sopwith Pup com sucesso na plataforma de voo do Furious, assentando bem sendo a primeira pessoa ha aterrissar com um avião em um navio em movimento. Entretanto, em sua segunda tentativa, um pneu estourou enquanto tentou aterrissar, fazendo com que o avião vá para o lado, matando-o. O arranjo da plataforma era insatisfatório; a fim aterrissar, o avião teve que manobrar em torno da super-estrutura. Retornou ao dockyard em 1917 para ter a torreta traseira removida e substituída por outra, pela plataforma de 300 pés (91 m) para a aterrissagem e por um segundo hangar, dando lhe lançar-se e uma plataforma da recuperação. Dois elevadores que servem aos hangares foram instalados também. Após recomissionamento em 15 março 1918, o Furious e suas aeronaves embarcadas , serviu em um grande número de batalhas importantes na Primeira Guerra Mundial, notavelmente a invasão de Tondern de julho 1918 em que os Sopwith Camels atacaram os dirigiveis Zeppelin. A velocidade do navio foi estimada em 31,5 nós (58,3 km/h; 36,2 mph), mas ela nunca fez seus testes no mar.